# Sylhet (Distrikt)
Der Distrikt Sylhet (bengalisch সিলেট জেলা) ist ein Verwaltungsdistrikt im nordöstlichen Bangladesch in der Division Sylhet. Die Distrikthauptstadt heißt ebenfalls Sylhet. Der Distrikt hat 3.434.188 Einwohner (Volkszählung 2011).

## Geografie
Der 3452,07 km² große Distrikt grenzt im Norden an den indischen Bundesstaat Meghalaya, im Osten an den indischen Bundesstaat Assam, im Süden an den Distrikt Maulvibazar und im Westen an die Distrikte Sunamganj und Habiganj.
Die wichtigsten Flüsse sind der Kushiyara und der Surma, die eigentlich zwei Arme des Barak sind. Bis auf wenige Hügel ist das Gebiet des Distrikts eine Tiefebene.

### Klima
Die Temperaturen schwanken zwischen 13,6 und 33,2 °Celsius. Die durchschnittliche jährliche Regenmenge beträgt 3334 mm. Die durchschnittliche Luftfeuchtigkeit beträgt über 70 %. In den Monaten von November bis März fällt wenig Regen. Juni, Juli und August sind die Monate mit dem meisten Regen.

## Geschichte
Ab 630 war das Gebiet des heutigen Distrikts Teil des hinduistisch geprägten Königreichs Gour, das bis 1303 existierte. Dann eroberten Muslime unter der Führung von Shamsuddin Firuz Shah das Königreich. In der Zeit bis zum Beginn der britischen Herrschaft wurde es von muslimischen Dynastien regiert. Zuerst vom Sultanat Lakhnauti unter dem genannten Eroberer. Zwischen 1328 und 1352 gehörte das Gebiet des heutigen Distrikts Sylhet zum Sultanat von Delhi. Dann gehörte es von bis 1565 zum Sultanat von Bengalen und von 1565 bis 1765 war es Teil des Mogulreichs. Ab 1765 gehörte es zu Britisch-Indien als Teil der Dhaka-Division und ab 1874 zu Assam unter dem Namen North Sylhet innerhalb des Distrikts Sylhet (die heutige Division Sylhet). Von 1947 bis 1971 war der Distrikt Teil von Ost-Pakistan in der Republik Pakistan. Am 1. März 1984 wurde der bisherige Unterdistrikt Sylhet ein eigenständiger Distrikt.

## Bevölkerung

### Bevölkerungsentwicklung
Wie überall in Bangladesch wächst die Einwohnerzahl im Distrikt seit Jahrzehnten stark an. Dies verdeutlicht die folgende Tabelle:

### Altersstruktur
Wie überall in Bangladesch ist die Bevölkerung im Durchschnitt sehr jung. Das Durchschnittsalter lag bei der letzten Volkszählung 2011 bei knapp über 19 Jahren bei leicht steigender Tendenz.
Bei der Volkszählung im Jahr 2011 ergab sich folgende Altersstruktur:
| Alter                                       | 0–9 Jahre | 10–19 Jahre | 20–29 Jahre | 30–39 Jahre | 40–49 Jahre | 50–59 Jahre | 60–69 Jahre | 70–79 Jahre | 80 Jahre und mehr |
| Anzahl                                      | 906.667   | 802.530     | 607.107     | 416.233     | 298.070     | 181.092     | 121.217     | 63.406      | 37.866            |
| Anteil                                      | 26,40 %   | 23,37 %     | 17,68 %     | 12,12 %     | 8,68 %      | 5,27 %      | 3,53 %      | 1,85 %      | 1,10 %            |
| Quelle: Zila Sylhet, Tabelle P14, Seite 449 |           |             |             |             |             |             |             |             |                   |

### Bedeutende Orte
Einwohnerstärkste Ortschaft und einzige Großstadt innerhalb des Distrikts ist der Distriktshauptort Sylhet (531.663 Einwohner). Weitere Städte (Town) sind Beanibazar, Kanighat und Zakiganj. Doch gibt es mit Bishwanath, Companiganj, Dakshin Surma, Fenchuganj und Gopalganj noch fünf weitere Orte ohne Stadtrecht mit mehr als 10000 Einwohnern. Die städtische Bevölkerung macht nur 21,94 Prozent der gesamten Bevölkerung aus. Die genannten Orte haben folgende Einwohnerzahlen (wegen der Übersichtlichkeit ohne die Stadt Sylhet):

## Volksgruppen
Die Bevölkerung ist ethnisch sehr einheitlich. Nur 12.781 Personen gehören nicht dem Volk der Bengalen an. Darunter sind 3068 Manipuri, 1472 Khasi und 457 Garo.

### Religion
Bis ins frühe Mittelalter war die Bevölkerung mehrheitlich buddhistisch. Doch bereits vor tausend Jahren gab es auch zahlreiche Hindus. Mit der muslimischen Eroberung der Region im Jahr 1303 verschwand der Buddhismus fast ganz und viele kastenlose Hindus traten ebenfalls im Verlauf der nächsten Jahrhunderte zum Islam über.
Noch um 1900 gab es in der heutigen Region (Division Sylhet, damals Distrikt Sylhet) fast ebenso viele Hindus wie Muslime. Eine höhere Geburtenrate der Muslime einerseits und die Abwanderung von Hindus Richtung Indien haben dies in den letzten 120 Jahren drastisch verändert. Knapp mehr als 10 Prozent Hindus an der jeweiligen Bevölkerung gibt es nur noch in Stadt und Region Sylhet und in den Upazilas Fenchuganj und Zakiganj. Nebst den Muslimen und den Hindus gibt es nur wenige Anhänger anderer Religionen.
| 1981                                                          | 333 | 0,02 % | 1420 | 0,08 % | 151.809 | 8,54 % | 1.619.937 | 91,12 % | 4285 | 0,24 % | 1.777.784 | 100,00 % |
| 1991                                                          | 587 | 0,03 % | 1890 | 0,09 % | 167.966 | 7,80 % | 1.980.175 | 91,96 % | 2683 | 0,12 % | 2.153.301 | 100,00 % |
| 2001                                                          | 352 | 0,01 % | 1831 | 0,07 % | 186.565 | 7,30 % | 2.365.728 | 92,57 % | 1090 | 0,04 % | 2.555.556 | 100,00 % |
| 2011                                                          | 647 | 0,02 % | 2447 | 0,07 % | 248.154 | 7,23 % | 3.180.766 | 92,62 % | 2174 | 0,06 % | 3.434.188 | 100,00 % |
| Quelle: Ergebnisse der Volkszählung 1981, 1991, 2001 und 2011 |     |        |      |        |         |        |           |         |      |        |           |          |

## Bildung
Es gibt mehrere öffentliche und private Universitäten im Distrikt und zahlreiche Colleges. Zum staatlichen Bildungswesen gehören noch die Primarschulen und Sekundarschulen. Daneben gibt es Privatschulen und wenige Religionsschulen (Medressen).
Dennoch befindet sich der Bildungsstand auf tiefem Niveau. Nur 39,07 Prozent der 5-9-Jährigen und 40,01 Prozent der 10-14-Jährigen besuchten (2011) die Schule. Eher ungewöhnlich für die Region ist die Tatsache, dass in der Altersgruppe der 5-9-Jährigen doppelt so viele Mädchen wie Jungen zur Schule gehen. Eher typisch ist die Verteilung unter den 10-14-Jährigen Personen. Dort gehen 39,25 Prozent der Jungen, aber nur noch 17,95 Prozent der Mädchen zur Schule.
Am Ende der Kolonialzeit bestand fast die gesamte Bevölkerung aus Analphabeten. Dies änderte sich in der Zeit als das Gebiet Teil von Ost-Pakistan war, nur wenig. Im Jahr 1981 konnten nur 25 Prozent der Bevölkerung lesen und schreiben. Trotz bedeutender Anstrengungen ist das Ziel der vollständigen Alphabetisierung noch weit entfernt. Dazu kommen gewaltige Unterschiede. Während bei den Männern in den Städten 2 von 3 lesen und schreiben können, ist dies bei den Frauen auf dem Land bei weniger als der Hälfte der Fall. Die Entwicklung zeigt folgende Tabelle:
| Alphabetisierung im Distrikt Sylhet                                                         |                   |                   |                   |                   |
| Einheit                                                                                     | Volkszählung 1991 | Volkszählung 2001 | Volkszählung 2011 | Volkszählung 2011 |
| Einheit                                                                                     | Anteil            | Anteil            | Anzahl            | Anteil            |
| GESAMT                                                                                      | 33,85 %           | 45,99 %           | 1.443.581         | 51,18 %           |
| Männer                                                                                      | 39,87 %           | 49,43 %           | 756.328           | 53,48 %           |
| Frauen                                                                                      | 27,49 %           | 41,55 %           | 687.253           | 48,87 %           |
| STADT GESAMT                                                                                | 54,83 %           | 63,98 %           | 412.817           | 64,20 %           |
| Stadt-Männer                                                                                | 60,79 %           | 67,99 %           | 229.345           | 67,42 %           |
| Stadt-Frauen                                                                                | 47,76 %           | 59,09 %           | 183.472           | 60,58 %           |
| LAND GESAMT                                                                                 | 29,77 %           | 41,54 %           | 1.030.764         | 47,34 %           |
| Land-Männer                                                                                 | 35,52 %           | 44,97 %           | 526.983           | 49,06 %           |
| Land-Frauen                                                                                 | 16,56 %           | 38,05 %           | 503.781           | 45,66 %           |
| Quelle: Zila Sylhet bei der Volkszählung 2011, Tabellen PT-15, Seite 23 und P-07, Seite 242 |                   |                   |                   |                   |

### Bildungseinrichtungen
Die bedeutendsten Bildungseinrichtungen im Distrikt sind:
- Shahjalal University of Science and Technology (Öffentliche Universität)
- Sylhet Agricultural University (Öffentliche Universität)
- Sylhet Engineering College (Öffentliche Universität; bis 2007 Teil der Sylhet Agricultural University)
- Leading University (Privathochschule)
- Metropolitan University, Sylhet (Privathochschule)
- North East University (Privathochschule)
- Sylhet International University (Privathochschule)

## Verwaltung
Wenngleich Sylhet bereits 1874 als administrative Untereinheit des Distriktes Sylhet geschaffen wurde, erhielt er erst 1984 den Status eines selbstständigen nationalen Verwaltungsdistrikts. Sylhet ist in 13 Upazilas unterteilt:Balaganj, Beanibazar, Bishwanath, Companiganj, Dakshin Surma, Fenchuganj, Gopalganj, Gowainghat, Jaintapur, Kanighat, Osmaninagar, Sylhet und Zakiganj. Innerhalb dieser Verwaltungsunterteilung gibt es vier selbstverwaltende Städte (municipalities), 105 Union Parishads (Dorfräte) und 3206 Dörfer.

## Wirtschaft
Insgesamt gibt es (2011) 2.527.521 Personen, die älter als 10 Jahre alt sind. Von diesen sind 844.033 Personen in der Schule, 39.369 Menschen auf Arbeitssuche und 789.598 Menschen arbeiten in einem Haushalt. 854.521 Personen sind in einer bezahlten Erwerbstätigkeit. Davon arbeiten 316.108 (=37,0 Prozent) Personen in Landwirtschaft und Fischerei, 136.429 in der Industrie und 401.984 Menschen im Bereich Dienstleistungen.
Die Division Sylhet erwirtschaftet 95 % der Teeernte in Bangladesch. Landwirtschaftliche Haupterzeugnisse sind zudem Reis, Senfkörner und Betelnüsse. Als am meisten verbreiteten Obstsorten gelten Mangos, Jackfrucht, Orangen, Litschis und Ananas. Die Hauptexporterzeugnisse sind Reis, Tee, Betelnüsse, Erdgas und Dünger. Zudem wird Erdgas und Rohöl gefördert und exportiert.